# Japan Soccer League 1983
La stagione 1983 è stata la diciannovesima edizione della Japan Soccer League, massimo livello del campionato giapponese di calcio.

## Avvenimenti
Il torneo disputatosi tra il 3 aprile e il 10 dicembre 1983 vide per la prima volta imporsi lo Yomiuri, che completando un'ascesa iniziata sin dai primi anni settanta, diede avvio ad una stagione di dominio della scena calcistica giapponese giapponese. Grazie alla differenza reti, l'Hitachi evitò la retrocessione nel secondo raggruppamento, a scapito del titolato Mazda: il play-off che ne seguì vide poi la squadra imporsi sul Sumitomo Metals.
In Division 2 si impose in maniera piuttosto netta il Nippon Kokan, davanti al Sumitomo Metals che fallì la promozione ai playoff. A fondo classifica retrocessero entrambe le squadre: il Toho Titanium perse i playoff contro il Matsushita Electric, accompagnando in Japan Regional League il Saitama Teachers

## Squadre

### Allenatori
Division 1
| Club              | Allenatore                  |
| ----------------- | --------------------------- |
| Fujita Kogyo      | Tsutomu Nakamura            |
| Furukawa Electric | Masao Uchino                |
| Hitachi           | Yoshiki Nakamura            |
| Honda             | Masakatsu Miyamoto          |
| Mazda             | Teruo Nimura                |
| Mitsubishi HI     | Kenzō Yokoyama              |
| Nissan Motors     | Shū Kamo                    |
| Yamaha Motors     | Ryūichi Sugiyama            |
| Yanmar Diesel     | Kunishige Kamamoto          |
| Yomiuri           | Ryōichi Aikawa Susumi Chiba |

Division 2
| Club             | Allenatore       |
| ---------------- | ---------------- |
| Fujitsu          | Mitsuo Fuke      |
| Kofu Club        | Kenji Tahara     |
| Nippon Kokan     | Kenji Fukumura   |
| Nippon Steel     | Hisao Kami       |
| Saitama Teachers | Munehiro Shibata |
| Sumitomo Metals  | Shinji Nakamura  |
| Tanabe Pharma    | sconosciuto      |
| Toho Titanium    | Kakuichi Mimura  |
| Toshiba          | Tadao Ōnishi     |
| Toyota Motors    | Kenji Soga       |

## Classifiche finali

### JSL Division 1
|                     | Pos. | Squadra           | Pt | G  | V  | N | P  | GF | GS | DR  |
| ------------------- | ---- | ----------------- | -- | -- | -- | - | -- | -- | -- | --- |
| Giappone (bandiera) | 1.   | Yomiuri           | 27 | 18 | 12 | 3 | 3  | 27 | 13 | +14 |
|                     | 2.   | Nissan Motors     | 25 | 18 | 11 | 3 | 4  | 28 | 17 | +11 |
|                     | 3.   | Fujita Kogyo      | 21 | 18 | 7  | 7 | 4  | 18 | 15 | +3  |
|                     | 4.   | Yamaha Motors     | 19 | 18 | 7  | 5 | 6  | 25 | 20 | +5  |
|                     | 5.   | Yanmar Diesel     | 19 | 18 | 6  | 7 | 5  | 19 | 21 | -2  |
|                     | 6.   | Mitsubishi HI     | 16 | 18 | 6  | 4 | 8  | 17 | 16 | +1  |
|                     | 7.   | Furukawa Electric | 15 | 18 | 6  | 3 | 9  | 13 | 15 | -2  |
|                     | 8.   | Honda             | 14 | 18 | 4  | 6 | 8  | 17 | 23 | -6  |
|                     | 9.   | Hitachi           | 12 | 18 | 3  | 6 | 9  | 14 | 22 | -8  |
|                     | 10.  | Mazda             | 12 | 18 | 5  | 2 | 11 | 15 | 31 | -16 |

Legenda:

      Campione del Giappone

      Retrocessa in Japan Soccer League Division 2 1984

Note:
Due punti a vittoria, uno a pareggio, zero a sconfitta.
Mazda retrocede direttamente in virtù di una peggior differenza reti nei confronti del Hitachi.

### JSL Division 2
|  | Pos. | Squadra          | Pt | G  | V  | N | P  | GF | GS | DR  |
|  | ---- | ---------------- | -- | -- | -- | - | -- | -- | -- | --- |
|  | 1.   | Nippon Kokan     | 30 | 18 | 13 | 4 | 1  | 39 | 12 | +27 |
|  | 2.   | Sumitomo Metals  | 24 | 18 | 8  | 8 | 2  | 33 | 27 | +6  |
|  | 3.   | Toshiba          | 20 | 18 | 8  | 4 | 6  | 38 | 23 | +15 |
|  | 4.   | Nippon Steel     | 19 | 18 | 7  | 5 | 6  | 29 | 21 | +8  |
|  | 5.   | Toyota Motors    | 19 | 18 | 7  | 5 | 6  | 23 | 30 | -7  |
|  | 6.   | Tanabe Pharma    | 18 | 18 | 7  | 4 | 7  | 29 | 29 | 0   |
|  | 7.   | Fujitsu          | 15 | 18 | 6  | 4 | 8  | 26 | 26 | 0   |
|  | 8.   | Kofu Club        | 14 | 18 | 4  | 6 | 8  | 29 | 40 | -11 |
|  | 9.   | Toho Titanium    | 12 | 18 | 5  | 2 | 11 | 21 | 42 | -21 |
|  | 10.  | Saitama Teachers | 9  | 18 | 4  | 1 | 13 | 14 | 28 | -14 |

Legenda:

      Promossa in Japan Soccer League Division 1 1984

      Retrocessa in Japan Regional League 1984

Note:
Due punti a vittoria, uno a pareggio, zero a sconfitta.

## Risultati

### Spareggi promozione/salvezza
|                 |     |                 | Città e data              |
| --------------- | --- | --------------- | ------------------------- |
| Hitachi         | 3-2 | Sumitomo Metals | Tokyo, 21 dicembre 1983   |
|                 |     |                 |                           |
| Sumitomo Metals | 0-1 | Hitachi         | Kashima, 28 dicembre 1983 |

### Play-off interdivisionali
|                     |     |                     | Città e data           |
| ------------------- | --- | ------------------- | ---------------------- |
| Toho Titanium       | 0-1 | Matsushita Electric | 21 dicembre 1983       |
|                     |     |                     |                        |
| Matsushita Electric | 2-0 | Toho Titanium       | Nara, 28 dicembre 1983 |

## Statistiche

### Primati stagionali
| Record della Division 1 - Maggior numero di vittorie: Yomiuri (12) - Minor numero di sconfitte: Yomiuri (3) - Miglior attacco: Nissan Motors (28) - Miglior difesa: Yomiuri (13) - Miglior differenza reti: Yomiuri (+14) - Maggior numero di pareggi: Fujita Kogyo e Yanmar Diesel (7) - Minor numero di pareggi: Mazda (2) - Maggior numero di sconfitte: Mazda (11) - Minor numero di vittorie: Hitachi (3) - Peggior attacco: Furukawa Electric (13) - Peggior difesa: Mazda (31) - Peggior differenza reti: Mazda (-16) | Record della Division 2 - Maggior numero di vittorie: Nippon Kokan (13) - Minor numero di sconfitte: Nippon Kokan (1) - Miglior attacco: Nippon Kokan (39) - Miglior difesa: Nippon Kokan (12) - Miglior differenza reti: Nippon Kokan (+27) - Maggior numero di pareggi: Sumitomo Metals (8) - Minor numero di pareggi: Saitama Teachers (1) - Maggior numero di sconfitte: Saitama Teachers (13) - Minor numero di vittorie: Saitama Teachers e Kofu Club (4) - Peggior attacco: Saitama Teachers (14) - Peggior difesa: Toho Titanium (42) - Peggior differenza reti: Toho Titanium (-21) |

### Classifica marcatori
| Gol |  |  | Giocatore          | Squadra       |
| --- |  |  | ------------------ | ------------- |
| 10  |  |  | Ruy Ramos          | Yomiuri       |
| 7   |  |  | Haruhisa Hasegawa  | Yanmar Diesel |
| 7   |  |  | Kōichi Hashiratani | Nissan Motors |
| 7   |  |  | Masahiro Miwa      | Yamaha Motors |
| 6   |  |  | Tetsuya Totsuka    | Yomiuri       |
| 6   |  |  | Shigekazu Yoshiura | Fujita Kogyo  |

| Gol |  |  | Giocatore       | Squadra      |
| --- |  |  | --------------- | ------------ |
| 11  |  |  | Toshio Matsuura | Nippon Kokan |